# 卢夫特韦
卢夫特韦（英语：Lufotrelvir、PF-07304814）是辉瑞公司开发的一种抗病毒药物，可作为3CL蛋白酶抑制剂。它是一种前体药物，其磷酸基团在体内被裂解以产生活性剂PF-00835231。卢夫特韦正在用于治疗COVID-19的人体临床试验中，并显示出对COVID-19的良好活性，包括几种变异株，但与相关药物奈玛特韦不同，它没有口服活性，必须通过静脉注射给药，因此一直总体而言，临床开发中不太受欢迎的候选者。